# فرودگاه خصب
فرودگاه خصب (به انگلیسی: Khasab Airport) یک فرودگاه همگانی و نظامی با کد یاتا KHS است که یک باند فرود آسفالت دارد و طول باند آن ۲۵۰۰ متر است. این فرودگاه در شهر خصب کشور عمان قرار دارد و در ارتفاع ۳۰ متری از سطح دریا واقع شده است.

## شرکت‌های هواپیمایی و مقصدهای پروازی
| شرکت‌های هواپیمایی | مقصدهای پروازی |
| ----------------- | -------------- |
| عمان ایر          | مسقط           |